# Parafia św. Matki Teresy z Kalkuty w Kamionkach
Parafia świętej Matki Teresy z Kalkuty w Kamionkach – rzymskokatolicka parafia w Kamionkach. Jej patronką jest św. Matka Teresa z Kalkuty.

## Historia
Parafia została erygowana przez arcybiskupa Stanisława Gądeckiego 1 września 2012 roku. Dwa lata później arcybiskup poświęcił kaplicę, którą wzniesiono w ciągu kilku miesięcy od otrzymania pozwolenia na budowę (2013/2014).

## Zasięg parafii
Do parafii należą wierni z miejscowości: Kamionki, Koninko oraz Szczytniki.

## Szlak pielgrzymkowy
Kościół parafialny jest punktem startowym Drogi Łagodności – jednego z przyrodniczych szlaków pielgrzymkowych Rogalińskie Drogi, utworzonych z okazji 200-lecia kościoła pw. św. Marcelina w Rogalinie. Dla tego szlaku opublikowano broszurę przyrodniczą pt. „Rośliny i człowiek”, o gatunkach towarzyszących człowiekowi i inwazyjnych.